# مركز تدريب وبحوث اللغات التركية والأجنبية
```
مركز تدريب وبحوث اللغات التركية والأجنبية
 التابع 
لجامعة أنقرة
 (بالتركية: türkçe ve yabancı dil uygulama ve araştırma merkezi) أو مركز تومر (TÖMER) وتأسس عام 1984 من قبل محمد هينجيرمين لأغراض تدريس اللغة التركية للأجانب؛ مماثلا لمؤسسات اللغة والثقافة مثل 
المجلس الثقافي البريطاني
 (الإنجليزي) 
ومعهد جوته
 (الألماني) 
ومعهد ثيربانتس
(الأسباني) 
وأليانس فرانسيز
 (الفرنسي).
[
1
]
```

## نشأة المركز
في البداية، بدأ تومر داخل المبنى الرئيسي لكلية الآداب بجامعة أنقرة. في السنوات اللاحقة، تم إنشاء الفصول والوحدات الإدارية في معهد العلوم الاجتماعية وقسم المورفولوجيامن الجامعة نفسها. بالإضافة إلى اللغة التركية، بدأالمركز في تنظيم دورات اللغة الإنجليزية في عام 1986 ، تليها دورات اللغة الألمانية في عام 1987. في عام 1989، تمت إضافة الفرنسية إلى قائمة اللغات التي تدرس في المركز. افتتحت جامعة أنقرة فروعا للمركز في قبرص الشمالية ، وكذلك في برلين وفرانكفورت. ومع ذلك، كانت هذه الفروع قصيرة الأجل. فرعي اسطنبول وإزمير، من بين الفروع الأولى التي تم افتتاحها في تركيا ولا يزالان يخدمان متعلمي اللغة. عندما نالت العديد من جمهوريات آسيا الوسطى التركية استقلالها ووصل عدد كبير من الطلاب من هذه البلدان المستقلة حديثًا إلى تركيا لتلقي التعليم الجامعي، تم إنشاء فرع أخر في أنقرة وشملت فروع المركز الأخرى مدن مثل أدرنة وطرابزون وأنطاليا وقونيا واسكي شهير. في نفس السنوات، تم إرسال العديد من المعلمين الأتراك إلى هذه الجمهوريات التركية في آسيا الوسطى لتعليم اللغة التركية في الجامعات. بمرور الوقت، تم إغلاق بعض فروع المركز وانشاء فروع أخرى.

## دورات اللغة
مركز تومر مؤسسه تابعة لجامعة أنقرة وتعمل على أساس الصندوق الدائر. يتم تنظيم دورات اللغة على مدار العام، وتشمل أيام العمل والعطلات. تشتمل اللغات المدرسة في المركز على التركية والإنجليزية والألمانية والفرنسية والإسبانية والإيطالية والروسية واليابانية واليونانية الحديثة والهولندية والكورية والبلغارية والصينية والعثمانية والعربية والبولندية ولغات جمهوريات آسيا الوسطى التركية.